# Nippononethes unidentatus
Nippononethes unidentatus är en kräftdjursart som först beskrevs av Albert Vandel 1970A.  Nippononethes unidentatus ingår i släktet Nippononethes, och familjen Trichoniscidae. Inga underarter finns listade.